# Hodister
Hodister is een dorp in de Belgische provincie Luxemburg en een deelgemeente van Rendeux. Door het oosten van de deelgemeente stroomt de Ourthe.

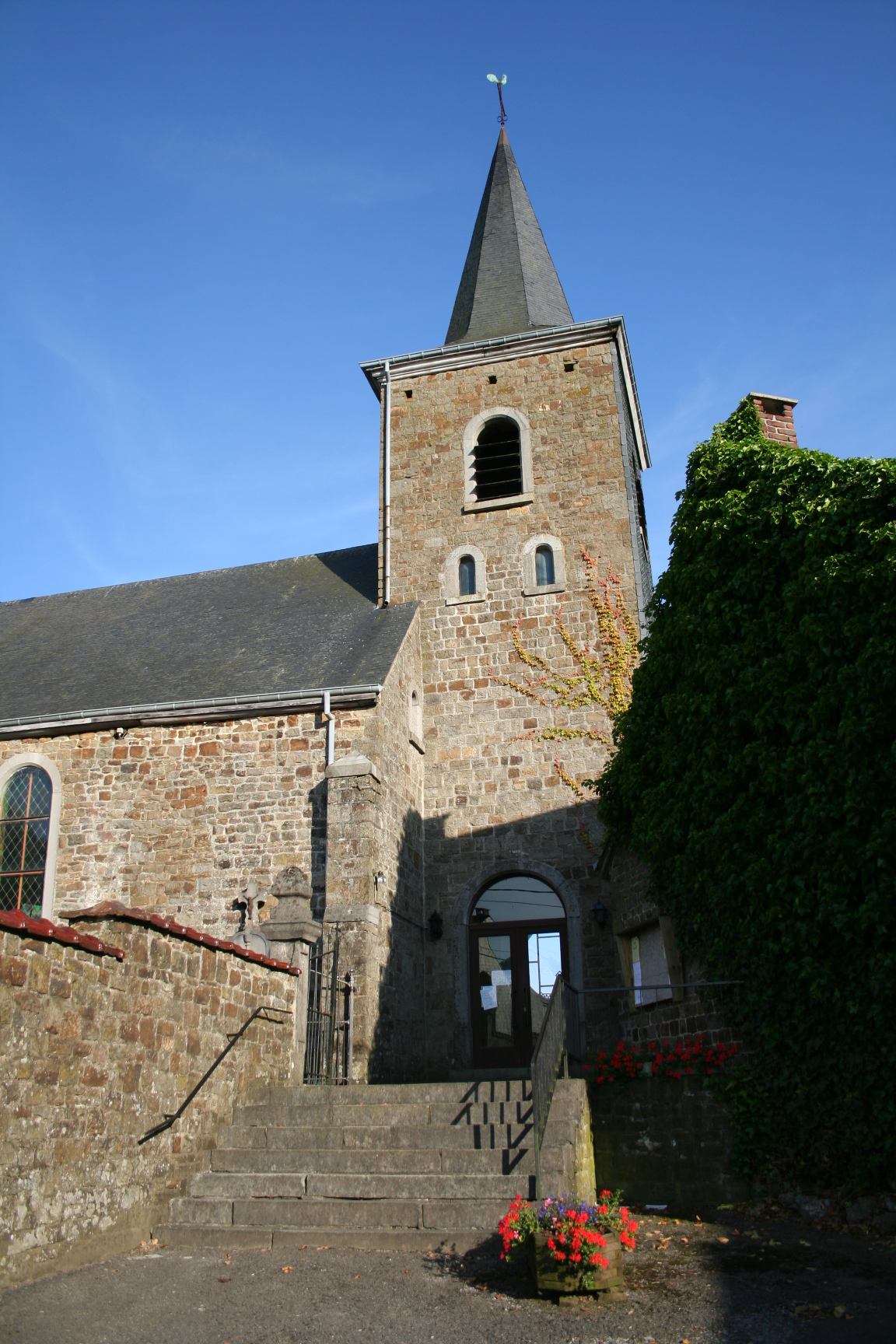
Eglise Saint-Brice

## Geschiedenis
Op het eind van het ancien régime, 1796 werd Hodister een gemeente, met daarin ook de dorpjes Gênes en Warizy. Buurgemeente Jupille werd in 1823 opgeheven en bij Hodister gevoegd. In 1977 werd Hodister een deelgemeente van Rendeux.

## Demografische ontwikkeling
- Bronnen:NIS, Opm:1831 tot en met 1970=volkstellingen, 1976= inwoneraantal op 31 december

Deelgemeenten: Beffe · Hodister · Marcourt · Rendeux

Overige kernen: Chéoux · Devantave · Gênes · Hamoul · Jupille · Laidprangeleux · Magoster · Marcouray · Rendeux-Bas · Rendeux-Haut · Ronzon · Trinal · Waharday · Warisy

Belgische gemeenten · Arrondissement Marche-en-Famenne · Luxemburg · Wallonië